# División Soria
La División «Soria» fue una División del Ejército franquista que combatió en la Guerra Civil Española.

## Historial
La unidad fue creada el 3 de octubre de 1936 por el general Emilio Mola. Fue organizada como una división orgánica que cubría los sectores de Somosierra y Guadalajara. Quedó bajo el mando del general José Moscardó y su teniente coronel Ricardo Villalba Rubio. Una columna de la división participó en la conquista de Sigüenza, a mediados de octubre. En diciembre quedaría integrada en el recién creado I Cuerpo de Ejército nacional—o de Madrid— junto a la División reforzada de Madrid y la división «Ávila». La unidad, que tenía su cuartel general en Soria, estaba compuesta por tres brigadas y un sector independiente. En marzo de 1937 participó en la batalla de Guadalajara en apoyo del Corpo Truppe Volontarie (CTV), contando con 20.000 hombres.
En mayo de 1937 la división fue renombrada, recibiendo la numeración definitiva de 53.